# ビー・バップ・ハイスクール 高校与太郎完結篇
『ビー・バップ・ハイスクール 高校与太郎完結篇』（ビーバップ・ハイスクール こうこうよたろうかんけつへん）は、漫画『ビー・バップ・ハイスクール』を原作とした1988年12月17日公開の日本映画。監督は那須博之、主演は仲村トオルと清水宏次朗。きうちかずひろの人気コミックの実写映画版第6弾である。『恋子の毎日』と同時上映された。

## ストーリー
旭警察署 鬼島（地井武男）から「今度派手なことをやらかしたら間違いなく鑑別所だからな」と釘を刺されてヒロシ（清水宏次朗）がめでたく釈放。愛徳へと復帰する。そんなある日、丸野（我王銀次）というホラ吹き少年が愛徳に転校してきたが、均太郎（池野茂治）に素性を見抜かれて1日で愛徳を去って行った。
ある日、縄張りを巡って二中と五中との中学生同士の小競り合いが起こるが、立花商業の菊永（高橋秀治）は二中出身で、均太郎は五中出身であるため、やがてその争いはそれぞれの先輩がいる愛徳と立花商業に飛び火した。五中のカブ（近藤茂範）は同じ中学の翔子（立花理佐）を通じてトオル（仲村トオル）に援助を依頼する。トオルは後輩のためならとやる気満々であったが、警察署から帰ってきたばかりのヒロシはこれ以上問題を起こす気にもなれず、まして中学生同士の喧嘩に毛頭首を突っ込む気にはなれなかった。一方の菊永は愛徳に宣戦布告をしてきたが、愛徳ではすっかり思惑が一致せず遂に2人は分裂してトオル派とヒロシ派による対立による内輪揉めのような状態となりスッキリしない状況であった。そんな時、丸野が転校して行った極東高校が修学旅行にやってきた。丸野は愛徳と立花の対立している状況を知り、その漁夫の利を狙い、ぶつけようと企む。そして、丸野を中心とした極東高校の一団がトオルと菊永を拉致してしまい、学ランを互いの高校に送りつけた。かつて愛徳に在籍していた丸野は、「中間が極東高校をコケにしている」と嘘を吹き込み、極東の不良たちが愛徳に攻め込むよう焚き付けていた。その頃、スケートリンクではヒロシら愛徳とミノル（土岐光明）ら立花のタイマンの張り合いが始まっており、両校がぶつかり合う直前に自力で脱出したトオルと菊永が現れ、敵は極東であることを教えた。やがて丸野の計略に気付いたヒロシたちは怒りが爆発し、遂には愛徳と立花がタッグを組み極東を追い込む事となり、そこに北高校の前川（小沢仁志）と工藤（殺陣剛太）さらには城東退学組の柴田（小椋正）と西（永田博康）も助太刀として参戦し、大乱闘の末に見事よそ者である極東の連中を1人残らず倒すのであった。
原作収録エピソード
10〜11巻参考
- 1 不良番長一日戦争(10巻)
- 2 恋貧乏語情無用(11巻)
- 3 癇癪野郎捨鉢勝負(11巻)
- 4 高校与太郎音頭(10巻)

## 備考
- トオルの舎弟で本作のキーマンとなる川端純役(4人目)を演じた的場浩司だが、すでに俳優としての活動を始めており前作『音頭』でも最終オーディションまで残ったもののピッタリの役がなかったために落選し、那須監督から「次の作品で、なんとか君に合う役を探したい」と言われて、本作では純の出番が多いことから抜擢されることとなった。
- 三代目・大前均太郎を演じた池野茂治は本作のオーディションには参加しなかったものの、極東高校の生徒役で合格した友人から(それまで演じていた上野隆彦が急遽出演不可能となったため)均太郎役を探していることを知った事から均太郎役のオーディションに参加し、10人ほどの中から役を勝ち取った。
それまで二代目均太郎(第2作『哀歌』～第5作『音頭』)を演じていた上野隆彦も次回作がビーバップの最後(完結)の作品である事をスタッフから聞かされていたが本作ではスケート場で頭から全身タイツで走り回る事を聞かされて当時高校生で恥ずかしさもあって絶対ムリだと思って嫌になり、スタッフからの再三の出演要望にも頑なに断り辞退した。結果としてそのような場面はなかったので本当は出演したかったのにできなかったので本作を観ていない事を語っている。[2]
- 愛徳に転校してきたホラ吹きの狼少年・丸野政次を演じた我王銀次は劇団「大阪バトルロイヤル」の主催者であり、小沢仁志との縁で那須博之監督も公演を観たことにより、前作『高校与太郎音頭』と本作には「バトル」の劇団員が多数出演した(北高の工藤役・殺陣剛太、渡辺(ナベ)役の朝日丸犬千代など)。
本作でも同メンバー(極東高の番長・安藤(演：麻立丸)と副番長・東山(演：ドン・レオ藤三)も当初は丸野役のオーディションにエントリーしていた)が丸野役のオーディションを受けたが監督の意中に適わず、たまたま付き添いに来ていた我王を見て即決に至った。
- クライマックス前に、清水市（当時。後の静岡市清水区）の杉山マンション向かいの瓦工場でトオルと菊永のタイマンが行われるが、ここまでの映画シリーズでも原作漫画でも、二人の対決シーンがハッキリと描かれたことは無かった。
- クライマックスのスケートリンクの乱闘に遅れて馳せ参じるヒロシが上空からパラシュートで降臨するシーンで当初はヒロシがスケートリンクの下からシャチにまたがって登場するというアイデアだったが、シャチには人間を襲う習性があること、また貸し出しを依頼していた水族館のシャチが突然死したことにより、急遽スカイダイビングするシーンに差し替えとなった[3]。

## キャスト

### 愛徳高校
- 中間 徹（2年F組） - 仲村トオル
- 加藤 浩志（2年F組） - 清水宏次朗
- 三原山 順子（3年） - 宮崎萬純
- 兼子 信雄（2年F組） - 古川勉
- 横浜 銀一（2年F組） - 八巻保幸
- 赤城山 忠治（2年F組） - 小林啓志
- 大前 均太郎（1年、五中の元番長） - 池野茂治
- 黒田 晋平（シンペー、1年） - 岡田東二
- 川端 純（ジュン、1年） - 的場浩司
- 城戸 健二（ケン坊、3年） - 前田裕二郎
- 山本先生 - 草薙幸二郎

### 北高校
- 前川 新吾 - 小沢仁志
- 工藤 - 殺陣剛太
- 恵美 - 長田美穂
- 早苗 - 白島靖代
- ナベ - 朝日丸犬千代
- カク - 篠原壮明
- サダ - 関根慎一

### 立花商業高校
- 菊永 淳一 - 高橋秀治
- 郷 ミノル - 土岐光明
- 伊藤 - 湯田邦晶

### 元・城東工業高校
- 柴田 - 小椋正
- 西 - 永田博康

### 中学生
- 如月 翔子（五中の鬼姫） - 立花理佐
- カブ（五中、番長、均の後輩） - 近藤茂範
- リョウ（二中） - 渡辺陽一
- シンヤ（二中） - ？

### 極東高校 土木科
同年3月に発売されたファミコン用ソフト『ビー・バップ・ハイスクール 高校生極楽伝説』に登場した高校だが、在籍する生徒の名前は一新されている。
- 丸野 政次（狼のマル、愛徳高校2-F→極東高校） - 我王銀次
- 安藤 - 麻立丸
- 東山 - ドン・レオ・藤三

### その他
- 旭警察署 鬼島 - 地井武男
- マミ - 山口由子
- メイコ - 網浜直子

## スタッフ
- 監督 - 那須博之
- 企画 - 黒澤満
- プロデューサー - 紫垣達郎
- 原作 - きうちかずひろ（講談社刊）
- プロデューサー - 柴垣達郎
- 脚本 - 那須真知子
- 撮影 - 森勝
- 照明 - 野口素胖
- 録音 - 橋本文雄
- 美術 - 和田洋
- 編集 - 山田真司
- キャスティング - 飯塚滋
- 助監督 - 祭主恭嗣
- 製作担当 - 望月政雄、鎌田賢一
- 音楽 - たかしまあきひこ、川村栄二
- 音楽プロデューサー - 高桑忠男、天翔陽子
- 助監督 - 中嶋竹彦
- 選曲 - 伊藤晴康
- 音響効果 - 斉藤昌利（東洋音響カモメ）
- リーレコ - 杉本潤
- ネガ編集 - 堀口正則
- 記録 - 鈴木さとみ
- 装飾 - 山田好男、蘒原勲、八幡鯉明、飯沼明広
- 装置 - 斉藤和弘
- 特機 - 城田幸夫、友池泰典
- 技闘 - 高瀬将嗣、高山瑛光（高瀬道場）
- 操演 - 白熊栄次（サプライズ）
- 火薬効果 - 坂本佐幸（大平火薬）
- 特殊造型 - 松井祐一（ファンハウス）
- 合成 - マリンポストプロ
- メイク - 杵渕陽子、茂野由美
- メ衣裳 - 越智雅之
- スチール - 久井田誠
- 演技事務 - 河合啓一
- 製作進行 - 岩下真司、橋本靖
- 美術 - にっかつ美術センター
- 録音 - にっかつスタジオセンター
- 衣裳 - 第一衣裳器材：
- 器材 - 日本映機
- 特機 - NK特機
- 車輛 - スキルワーク
- 現像 - 東映化学
- 衣裳協力 - YAHVAN D.C.
- 製作協力 - セントラル・アーツ
- 製作 - 東映

## 主題歌
ビー・バップ・ドリーム
作詞 - きうちかずひろ / 作曲 - 都志見隆 / 編曲 - 萩田光雄 / 歌 - ビー・バップ・オールスターズ
幾千の涙を贈りたい
作詞 - 夏目純 / 作曲 - 尾崎亜美 / 編曲 - 武部聡志 / 歌 - 山口由子（ワーナー・パイオニア）
恋より近くに
作詞 - 佐藤純子 / 作曲 - 門あさみ / 編曲 - 船山基紀 / 歌 - 立花理佐（東芝EMI）